# Théophile-Jules Pelouze

Théophile-Jules Pelouze  (n. Valognes el 26 de febrero de 1807 - f. París el 31 de mayo de 1867) fue químico y profesor de esta disciplina, teniendo como alumno a personajes de renombre tales como: Alfred Nobel y Ascanio Sobrero

## Biografía

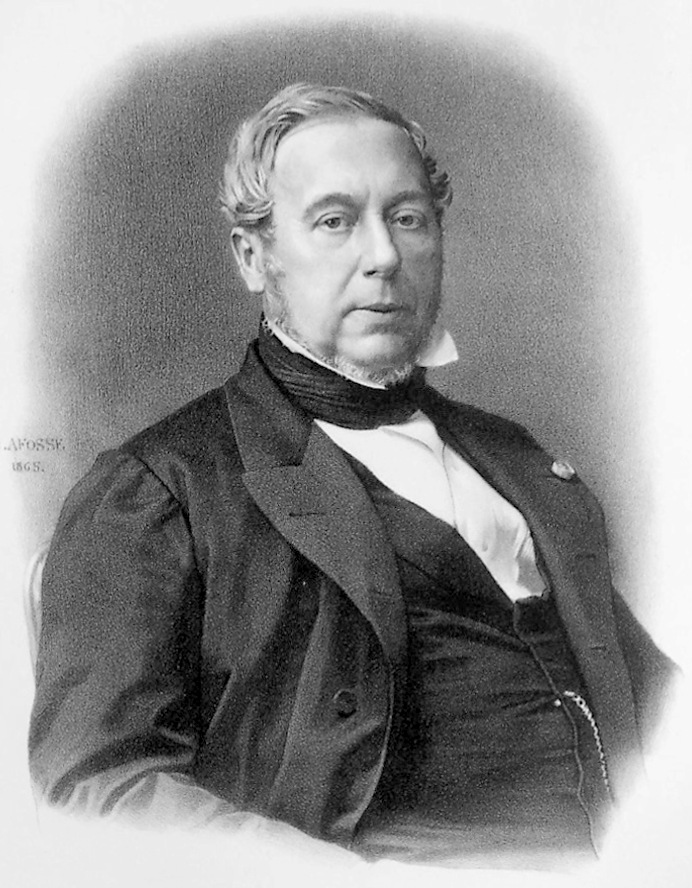
Théophile-Jules Pelouze

Théophile-Jules Pelouze nació en Valognes (Francia), población situada en la región de Baja Normandía, el 26 de febrero de 1807. Su padre, Edmond Pelouze, era un químico industrial que escribió variados manuales prácticos en este campo. Théophile trabajó en una farmacia de París como asistente de laboratorio de 1827 a 1829, tras lo que realizó una pasantía en una farmacia de un hospital llamado Salpêtrière en París. Es aquí donde conoce por accidente a Joseph-Louis Gay-Lussac quien tenía su propio laboratorio en conjunto con Jean Louis Lasaigne, ingresando Pelouze como aprendiz y ayudante del laboratorio; este hecho cambiaría el curso de su vida. A pesar de que Pelouze no tenía una buena situación económica no se dejaba desalentar por este hecho y a Gay-Lussac le impresionaban su perseverancia y su talento. Con el tiempo ambos personajes se convirtieron en amigos y colegas de la química.
En 1830 Pelouze fue llamado a Lille (ciudad al norte de Francia) para ocupar la cátedra de química recientemente creada por el municipio, regresando al año siguiente y siendo nombrado profesor de química de la Escuela Politécnica. En 1833 entra a formar parte de la "Commission des Monnaies" donde llegaría a ser presidente en 1848.
Fue profesor de personajes tales como Alfred Nobel (quien se hizo célebre trabajando en la fabricación de explosivos) y Ascanio Sobrero (destacado científico italiano que trabajó en la fabricación de nitroglicerina). Estas síntesis de productos, fueron muy importantes en la época no solo para la fabricación de grandes obras públicas, sino también para la guerra.
En 1837 fue nombrado miembro de la Academia de las Ciencias francesa, reemplazando a Nicolás Deyeux y en 1845 entra como profesor suplente de Louis Jacques Thénard en el Colegio de Francia donde ocupó este cargo hasta 1850.
En París en el año 1846 funda el laboratorio-escuela de química más importante de Francia, es ahí donde enseña a una gran cantidad de estudiantes y les facilita el laboratorio para sus propias investigaciones.
Tras el golpe de Estado, en 1851, renunció a sus cargos, pero continuó a gestionando el laboratorio-escuela.
Vivió en un famoso castillo en Francia, Château de Chenonceau, con su mujer Marguerite Wilson, desde 1864 hasta su muerte el 31 de mayo en 1867 en París.

## Trayectoria científica
Sus primeras investigaciones en 1830 incluyen estudios de la salicina un glucósido cristalizable, de color blanco y de sabor amargo, en conjunto con Gay-Lussac.
Al año siguiente realizó las primeras investigaciones concluyentes sobre las propiedades y composición del azúcar de remolacha, haciendo patente su identidad con la del azúcar de caña. Y también en 1831 investiga la fermentación.
En compañía de Frédéric Kuhlmann investigan la conversión del ácido cianhídrico en ácido fórmico, y la descomposición de formiato de amonio en ácido cianhídrico y agua.
En 1833 estudia el ácido pirogálico y plantea la ley de los ácidos pirogenados, el ácido etil fosfórico, y en el año 1835 encuentra la fórmula correcta del dinitrosulfito de potasio.
En 1836 realizó un viaje a Alemania, en donde entró en relaciones con Justus von Liebig en Giessen y juntos hicieron una serie de investigaciones sobre los cuerpos orgánicos y publican una larga serie de estos compuestos, incluyendo aquellos que ambos habían descubierto.
Pelouze en 1838 descubre la nitrocelulosa un sólido pulposo, parecido al algodón, o un líquido ligeramente amarillo o incoloro con olor a éter que se emplea en la elaboración de explosivos, propulsores para cohetes y celluloide. En 1840 a partir de la oxidación de borneol obtiene alcanfor.
En 1843 escribe una memoria en colaboración con Amédée Gélis sobre la fermentación butírica que es la conversión de los glúcidos en ácido butírico por acción de bacterias en ausencia de oxígeno. Este hecho encierra el primer caso obtenido de la producción sintética de un cuerpo graso con la glicerina y un ácido.
Cerca del 1850 trabaja con curare investigando sus propiedades en conjunto con Claude Bernard. Entre 1862 y 1863 con Auguste Cahours se dedican a investigar el petróleo Americano. Desarrolló un procedimiento para la producción del tanino.
Pelouze fue el primero que preparó en Francia el algodón pólvora o piroxilina y algunos nitrosulfatos ambos compuestos con alto riesgo de explosión. La química industrial le es deudora de la introducción del sulfato de sodio en la fabricación del vidrio, y de la teoría de la preparación de la sosa.

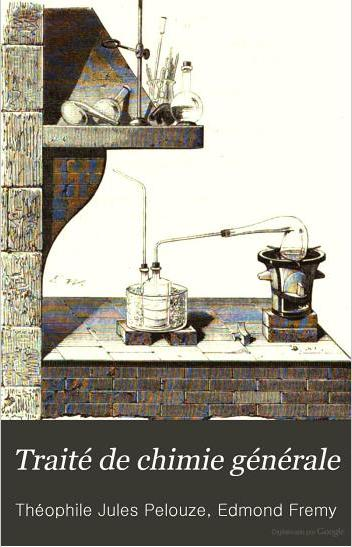
Libro de química general escrito en conjunto con Edmond Fremy

## Publicaciones
Pelouze publicó al menos 90 artículos solo o en compañía de algún químico de esa época y variados libros de química junto a Edmond Fremy, abarcabando temas como: compuestos orgánicos, ácidos y bases, fibras textiles, entre otras cosas.
Algunas de sus obras son:
- Traite de chimie generale (1847-1850).[11]
- Abrege de chimie (1848).
- Cours de chimie générale.(1850)[12]
- Notion, generates de chimie (1853).

## Reconocimientos
- Su nombre forma parte de la lista de los 72 científicos que figuran en la torre Eiffel.

## Recursos
Wisniak, Jaime. (2002) "Théofile-Jules Pelouze. Glass, wine and explosives. (enlace roto disponible en Internet Archive; véase el historial, la primera versión y la última)." Revista CENIC Ciencias Químicas, vol. 33 (2) 87-94